# Valentine Nekesa
Valentine Nekesa, là một doanh nhân, nhà thiết kế và diễn giả giúp nâng cao động lực người Kenya. Cô là người sáng lập của Nekesa Queens Limited, một công ty mà cô đã thành lập vào năm 2014, ở tuổi 17.

## Tiểu sử
Cô sinh ra và lớn lên ở Webuye, ở Bungoma County, miền tây Kenya. Mối quan hệ giữa cha cô, Boniface Simiyu, tên khác: Yankee và Valentine không phải lúc nào cũng mạnh mẽ. Nekesa được mẹ nuôi dưỡng. Năm 2009, mẹ của Valentine qua đời khi Valentine chỉ mới 12 tuổi.
Với sự hỗ trợ của người chú Francis Atwoli và vợ chú Roselinda Atwoli, cô đã tham dự "Trường trung học cơ sở Kakamega và trường trung học mới", trong Eldoret. Năm 2015, cô được nhận vào Đại học Mount Kenya, nơi cô theo học bằng Cử nhân Công nghệ thông tin (BIT).

## Sự nghiệp
Vào năm 2008, ở tuổi 11 khi Valentine còn là học sinh lớp 11, một người bạn đã yêu cầu cô làm cho mình một bộ trang phục để ó thể tham gia cuộc thi ở trường. Người bạn đã hài lòng và khuyến khích cô thiết kế nhiều trang phục hơn. Khi còn học trung học, cô tiếp tục thiết kế trang phục cho những người khác nhau.
Vào năm 2014, sau trung học. trong khi chờ đợi vào đại học, một người bạn nhờ Valentine làm cho mình một bộ trang phục cho một sự kiện. Valentine đã đầu tư Sh1,000 (khoảng 10 đô la Mỹ) và kiếm được Sh1,500 (khoảng 15 đô la Mỹ). Vì vậy, công ty thiết kế Nekesa Queens Limited của cô đã được thành lập. Một người anh em họ, tặng một cái máy may để Valentine có thể làm trang phục ngay trong nhà mà không phải ra ngoài.
Vào tháng 2 năm 2017, ở tuổi 19, cô tham gia một chương trình truyền hình thực tế, được tài trợ bởi Safaricom. Chương trình kéo dài 8 tuần đã thu hút 12 thí sinh và cuối cùng Valentine Nekesa đã thắng. Giải thưởng là một giải thưởng tiền mặt trị giá Sh3 triệu (khoảng 30.000 USD) và Sh2 triệu (khoảng 20.000) trong các dịch vụ từ các doanh nghiệp Kenya tham gia. Cô dự định sử dụng số tiền thắng cược của mình để mở rộng công ty kinh doanh của mình, và công ty đã có ba nhân viên vào tháng 10 năm 2017.